# ریو سالیچتو
ریو سالیچتو (به ایتالیایی: Rio Saliceto) یک کومونه در ایتالیا است که در استان رجو امیلیا واقع شده‌است. ریو سالیچتو ۲۲٫۵ کیلومتر مربع مساحت و ۵٬۶۳۲ نفر جمعیت دارد. 